# Johnny Coulon

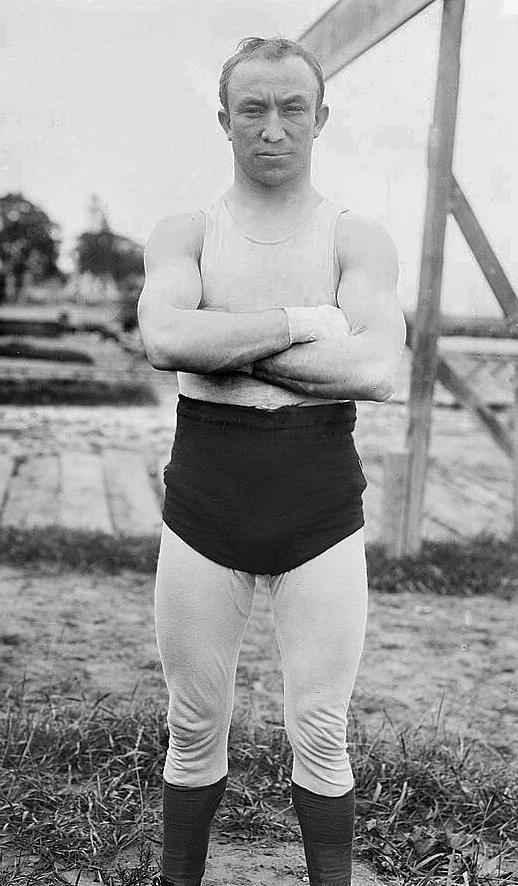
Johnny Coulon

Johnny Coulon (eigentlich John Frederick Coulton; * 12. Februar 1889 in New Orleans; † 29. Oktober 1973 in Chicago, Illinois) war ein kanadischer Boxer im Bantamgewicht.

## Profikarriere
Im Jahre 1905 begann er erfolgreich seine Karriere. Am 26. Februar 1911 boxte er gegen Frankie Conley um die universelle Weltmeisterschaft und siegte durch einstimmigen Beschluss. Diesen Gürtel verlor er am 15. August 1919 an Kid Williams durch klassischen K. o. in Runde 3.
1920 beendete er nach 97 Kämpfen bei 56 Siegen seine Karriere.
1999 fand Coulon Aufnahme in die International Boxing Hall of Fame.